# 谢尔宾斯基数
謝爾賓斯基數（英語：Sierpinski number），是指奇正整數k，使得所有形式如k × 2n + 1的數均為合數。
1960年，波蘭數學家瓦茨瓦夫·谢尔宾斯基證明有無限多個謝爾賓斯基數。
1962年，美國數學家約翰·塞爾弗里奇證明78,557是謝爾賓斯基數，其k × 2n + 1的數都可被集{3, 5, 7, 13, 19, 37, 73}其中一個元素整除。它是已知最小的謝爾賓斯基數。在所有小于78557的整数中，还有21181、22699、24737、55459和67607五个数不知道是不是谢尔宾斯基数。
一個未解決問題是最小的謝爾賓斯基數是甚麼。有一個分布式計算計劃Seventeen or Bust正嘗試解決這個問題。

## 已知的謝爾賓斯基數
目前已知的謝爾賓斯基數為：
78557, 271129, 271577, 322523, 327739, 482719, 575041, 603713, 903983, 934909, 965431, 1259779, 1290677, 1518781, 1624097, 1639459, 1777613, 2131043, 2131099, 2191531, 2510177, 2541601, 2576089, 2931767, 2931991, ... （OEIS數列A076336）.
約翰·塞爾弗里奇在1962年證明78557是謝爾賓斯基數，而且78557⋅2n + 1的因數必在以下覆蓋集中，{3, 5, 7, 13, 19, 37, 73} 。另一個謝爾賓斯基數271129的因數覆蓋集則為{3, 5, 7, 13, 17, 241}。所有已知的謝爾賓斯基數皆具有類似的覆蓋集。

## 外部連結
- Seventeen or Bust（页面存档备份，存于）

1. ↑  .   [2017-11-13]. （原始内容存档于2017-11-13）.